# Chilicola venezuelana
Chilicola venezuelana là một loài Hymenoptera trong họ Colletidae. Loài này được Michener mô tả khoa học năm 2002.